# Eskil Tistad
Eskil Göran Daniel Tistad (i riksdagen kallad Tistad i Kungälv), född 7 juli 1911 i Getinge, död 31 augusti 1995 i Trelleborg, var en svensk ämbetsman och politiker (folkpartist). 
Eskil Tistad, som var son till en fabrikör, verkade inom Tullverket 1930-1976, åren 1960-1971 som tulldirektör i Göteborg. Han var ledamot av Kungälvs stadsfullmäktige 1963-1970.
Han var riksdagsledamot i första kammaren för Göteborgs och Bohus läns valkrets 1966-1970. I riksdagen var han bland annat ledamot i bevillningsutskottet 1969-1970. Han var engagerad i ett stort antal frågor, bland annat trafik, skatter, miljövård och insatser mot narkotika.